# Santa Catalina (île du Mexique)
Pour les articles homonymes, voir Santa Catalina.
Santa Catalina aussi connue comme Catalana,,, est une petite île mexicaine située dans le golfe de Californie au large des côtes de la Basse-Californie du Sud.

## Géographie
L'île est située au sud du golfe de Californie et se trouve à 25 km de la péninsule de Basse-Californie. Elle fait environ 13 km de longueur et 4 km de largeur maximales pour 39,273 km2 de superficie totale. Santa Catalina est isolée et se trouve à près de 60 km de Loreto, la plus proche ville.

## Histoire
En 2005, l'île a été classée avec 244 autres au Patrimoine mondial de l'humanité par l'UNESCO comme « Îles et aires protégées du Golfe de Californie ».